# Halter halteratus
Halter halteratus — вид сітчастокрилих комах родини Nemopteridae.

## Поширення
Комаха поширена в Північній Африці та на Аравійському півострові від Марокко до Ємену. Мешкає у піщаних пустелях.